# قصف بريمن في الحرب العالمية الثانية

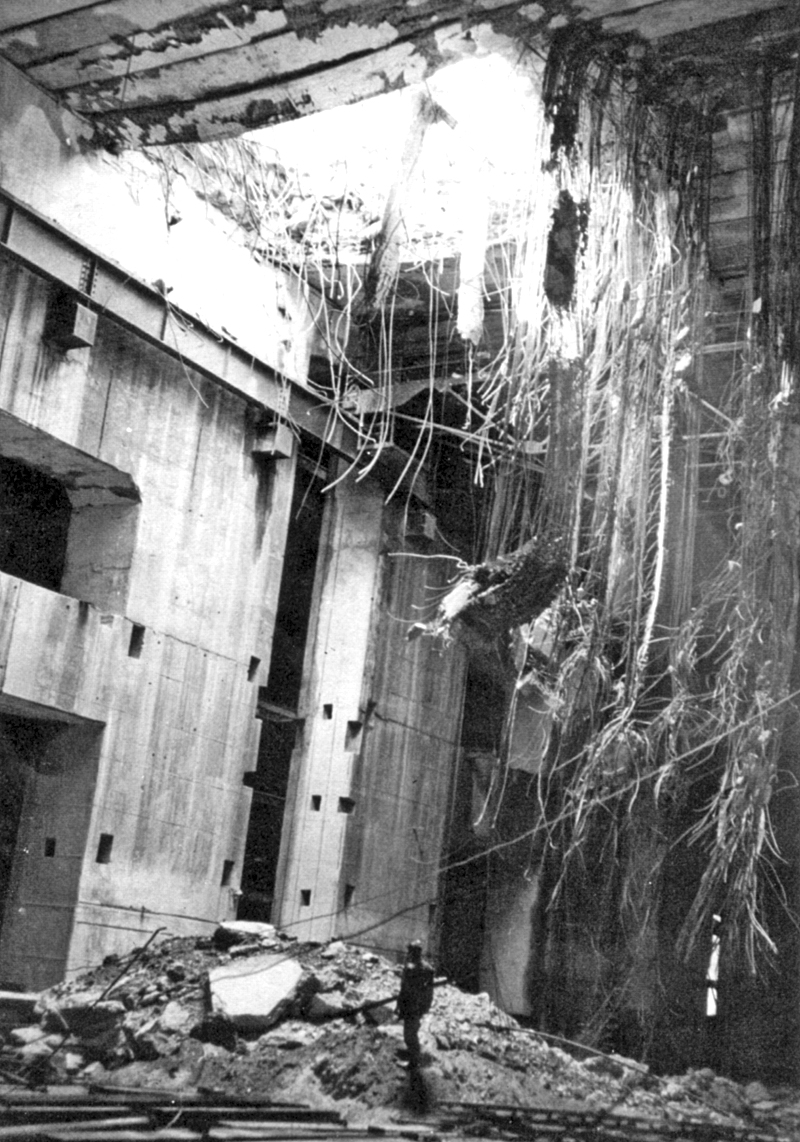
صورة توضيحية.

قصف بريمن في الحرب العالمية الثانية على يد القوات الجوية الملكية البريطانية والقوات الجوية الأمريكية الثامنة أهدافًا استراتيجية في مدينة بريمن الهانزية الحرة، والتي كانت بها مدفعية ثقيلة مضادة للطائرات ولكن كان 35 طائرة مقاتلة فقط في المنطقة.  :186 كما تم قصف اهداف في بريمرهافن وفراج وبريمن-فيجيساك. كما تم قصف معسكرات اعتقال مثل بريمن فارج وبريمن فيجيساك . تم الإستيلاء على مدينة بريمن في أبريل 1945.
في الفترة 1939-1945 أسقط سلاح الجو الملكي البريطاني 12831 طنًا من القنابل على بريمن. 

## أهداف في بريمن خلال الحرب العالمية الثانية
| - شركة أطلس ويرك لبناء السفن - محطة سكة حديد بريمن أوسلبهاوزن - بريمر فولكان حوض بناء السفن - حوض بناء السفن والآلات الألمانية (إيه جي فيزر) - مصنع الطائرات فوك وولف - بورغوارد محطات نقل سيارات - مصفاة نفط كورف إيه جي Norddeutsche Hütte مصنع الصلب - قاعدة غواصات فالنتين - ملاجئ واقية مصممة لبناء عواصات يو |

في يونيو 1942، كانت بريمن هدف «غارة الألف قذيفة» لسلاح الجو الملكي البريطاني الثالث. 